# 福井純一
福井 純一（ふくい じゅんいち、1927年4月5日 - 没年不明）は、日本の経営者。東京都出身。

## 経歴
後に三菱鉱業社長を務める伊藤保次郎の次男として1927年に誕生。1952年に成蹊大学政治経済学部を卒業。三菱鉱業を経て、1966年に博報堂常務に就任し、専務を経て1970年11月に副社長に就任。1973年1月には社長に昇格。
1975年6月に副社長に降格。

## 関連会社の増資にまつわる乗っ取り騒動
博報堂は創業家の瀬木家が全株を保有する同族会社で、一族以外の者が社長の座に就くことは考えられない企業だった。前社長瀬木庸介の宗教への傾倒によって社長の座を巡って同族間で争いが起き、庸介の友人として入社した福井が社長の座に就いた。
福井は自社の株式を一株も持たない「雇われ社長」だった。株主総会では議決権を持たないため創業者一族と対立し、社内における発言権、支配権を確保するため関連会社を利用して株式の買収を画策。この行為が「乗っ取り」であるとして瀬木家の逆鱗に触れ、1975年（昭和50年）に大蔵官僚の近藤道生を社長に据えて自身は副社長に引き下がった。しかし相談役瀬木博政の告訴によって1976年（昭和51年）に特別背任容疑で逮捕されるに至っている。この騒動には総会屋として児玉誉士夫が関与していた。